# 韦斯德尔河
韦斯德尔河（法語：Vesdre，法語發音：[vɛsdʁ]，德語發音：[ˈveːzɐ] ⓘ，荷蘭語發音：[ˈvɛzdər]）是比利时与德国的河流，是乌尔特河的支流，河道全長63.7公里，流域面積695.5平方公里，河畔城鎮有韦尔维耶和绍方丹。

## 名称
《世界地名翻译大辞典》与《世界地名译名词典》将其误译作“韦德尔河”，其为按法语名“Vesdre”所译之译名。虽然一些中间为“-sd-”的法语地名中“s”不发音，如“埃丹”（Hesdin），但此处“Vesdre”的“s”是发音的。